# Liste des cours d'eau de la Bulgarie
Cet article présente la liste des cours d'eau de Bulgarie par ordre alphabétique et en fonction de leurs affluents.
- Archar
- Batova reka
- Bistritsa
- Bunayska
- Danube
- Deleynska reka
- Despate
- Dyavolska reka
- Dragovištica
- Dzhulyunitsa
- Fakiyska reka
- Iskar
  - Cherni Iskar
  - Palakariya
- Jerma
- Kamtchiya
  - Golyama Kamtchiya
  - Luda Kamtchiya
- Kajalijka
- Kriva
- Krumovitsa
- Lebnitsa
- Lom
- Luda reka
  - Byala reka
- Luda Yana
- Maritsa
  - Arda
- Matevir
- Mechka
- Mesta
- Nišava
  - Bela Mesta
  - Cherna Mesta
- Ogosta
- Osam
- Provadiyska reka
- Pyasachnik
- Rezovo
- Ropotamo
- Rusenski Lom
  - Beli Lom
  - Cherni Lom
- Rusokastrenska reka
- Sazliyka
- Shirokolashka reka
- Sredetska
- Stara reka
- Strymon
  - Rilska reka
- Stroumitsa
- Stryama
- Suha reka
- Timok
- Topolnitsa
- Tsibritsa
- Toundja
- Vacha
- Varbitsa
- Veleka
- Vit
  - Beli Vit
  - Cherni Vit
- Voynishka reka
- Yantra
  - Rositsa
- Zlatna Panega